# ハーパー・コーツ
ハーパー・ハヴロック・コーツ（Harper Havelock Coats、1865年2月18日 - 1934年10月22日）は、明治時代に来日したカナダの宣教師である。

## 経歴・人物
オンタリオ州に生まれ、ヴィクトリア大学に入学する。卒業後はカナダ・メソジスト教会から派遣され宣教師としての活動を始め、1890年（明治23年）に来日した。その後は日本各地で布教活動を始め、同時期に同志社英学校および東洋英和学校等で教鞭も執る。
また後に本郷中央教会の牧師も務め、神道や仏教等の日本文化の研究にも携わった。晩年も滞日し1934年（昭和9年）に名古屋で死去した。

## 著書
- 『法然上人行状絵図』- 1925年（大正14年）刊行[1][2]。石塚竜学との共著[2]。